# 东关街道 (洛阳市)
东关街道，是中华人民共和国河南省洛陽市瀍河回族区下辖的一个乡镇级行政单位。

## 行政区划
东关街道下辖以下地区：
东关社区、通巷社区和新街社区。

## 历史遗迹
孔子入周问礼碑以及洛阳东关清真寺